# Общая инструкция генерал-губернаторам
Общая инструкция генерал-губернаторам — законодательный акт, определяющий права и обязанности генерал-губернатора. Была утверждена 29 мая 1853 года.

## История
29 мая 1853 года был подписан Высочайший указ, регламентирующий права и обязанности генерал-губернаторов. Он следовал сразу за Учреждениями для управления Всероссийской Империи, принятыми в 1775 году. Инструкция была подготовлена Министром внутренних дел Д. Г. Бибиковым. Документ был включен в Свод законов Российской Империи.
В то время генерал-губернаторства были крупными административно-территориальными единицами, возникшими в ходе изменения системы местного самоуправления, проведёнными Екатериной Великой в 1770-е годы. В то время в состав генерал-губернаторств входили несколько губерний. Исключениями были Московское и Санкт-Петербургское генерал-губернаторства, в состав которых входило лишь по одной губернии. Согласно букве закона, генерал-губернатор был «главным блюстителем неприкосновенности верховных прав самодержавия, пользы государства о точном исполнении законов и распоряжений верховного правительства по всем частям управления во вверенном ему крае». Генерал-губернатор был наделён правом руководить всеми процессами в управляемой территории и был обязан постоянно проводить ревизии.
Генерал-губернатор занимался вопросами здравоохранения, безопасностью генерал-губернаторства, обеспечением населения продовольствием, вопросами соблюдения и исполнения законов, формированием местного самоуправления. Важной функцией являлся контроль нравственности в обществе. В частности, особое внимание нужно было уделять инакомыслию среди молодых дворян. В обязанности генерал-губернатора входил контроль за соблюдением прав крестьян со стороны помещиков-дворян. Генерал-губернатор должен был контролировать нравственность рабочих фабрик и заводов и гасить конфликты с руководством и предупреждать беспорядки.
Меры по здравоохранению включали в себя предупреждение эпидемий и возможного голода в случае неурожая.
Под контролем находилось городское хозяйство: развитие сельского хозяйства региона, распределение доходов городов, развитие ремёсел и заводской промышленности, добыча и рациональное использование недр, развитие торговых отношений.
Генерал-губернатор осуществлял надзор за правосудием, не подменяя своими функциями функции судьи. Задачами генерал-губернатора было исключение судебных проволочек, нарушение форм судопроизводства, злоупотребления помещичьей и чиновничьей властью. Генерал-губернатор следил за штатом местных организаций, следил, чтобы не допускалось превышение должностных полномочий.
Взаимоотношение генерал-губернатора с с верховной властью страны осуществлялось с помощью всеподданейших донесений, с государственными структурами - с помощью представлений. Приказы и предписания министров обязательно проходили через канцелярию генерал-губернатора.
Важной функцией Инструкции было разделение власти и полномочий между генерал-губернатором и губернатором.
Документ имел силу до Октябрьской революции 1917 года.